# Flavio Anastasia
Flavio Anastasia (Mariano Comense, Llombardia, 30 de gener de 1969) és un ciclista italià, professional des del 1992 fins al 1993.
Quan encara era amateur, va guanyar la medalla d'argent a la contrarellotge per equips als jocs olímpics de 1992 i el Campionat del Món en Contrarellotge per equips.

## Palmarès
- 1991
  -  Campió del món amateur de contrarellotge per equips (amb Andrea Peron, Luca Colombo i Gianfranco Contri)
  - Medalla d'or als Jocs del Mediterrani de 1991 en contrarellotge per equips (amb Cristian Salvato, Luca Colombo i Gianfranco Contri)
  - 1r al Trofeu Ciutat de Castelfidardo
- 1992
  -  Medalla d'argent als Jocs Olímpics de Barcelona en contrarellotge per equips (amb Andrea Peron, Luca Colombo i Gianfranco Contri)
  - 1r al Trofeu Città di Castelfidardo
  - 1r al Gran Premi San Giuseppe